# Moanda
Moanda es una de las mayores ciudades de Gabón.
Se encuentra en la provincia de Haut Ogooué y cuenta con una población de 30.800 personas según estimaciones de 2006.
Es una de las localidades mineras de manganeso más importantes del mundo, bajo el auspicio de la Compagnie Minière de l'Ogooue (COMILOG), quién comenzó a excavar en 1957. 

## Contexto geográfico
Moanda está rodeada de elevaciones y mesetas, como la de Bangombe, explotada por COMILOG, el monte Boudinga y el Moanda.
El clima es ecuatorial. De enero y marzo el tiempo alterna entre tormentas y temperaturas altas, mientras que entre julio y septiembre las temperaturas refrescan.

## División administrativa
Moanda se divide en 3 áreas. La primera es el centro comercial y varios distritos populosos como Ankoula, Montagne Sainte y Fumier. La segunda y tercera abarcan los distritos más poblados: Lekolo, Leyima, L'oasis, Alliance, Mukaba...

## Economía local
COMILOG exporta una media de dos millones de toneladas de manganeso al año, haciendo de Gabón uno de los tres mayores exportadores en el mundo. El manganeso se expolta en la meseta Bangombe, en una extensión de alrededor de 42 km².

## Comunicaciones
Moanda utiliza la estación de ferrocarril de Moanda, situada a las afueras de la ciudad. Cuenta también con aeropuerto y está conectada por la carretera N-3.